# Болдвајн (Мисисипи)
Болдвајн (енгл. Baldwyn) град је у америчкој савезној држави Мисисипи.

## Демографија
По попису из 2010. године број становника је 3.297, што је 24 (-0,7%) становника мање него 2000. године.
| Група             | 2000.         | 2010.         |
| Белци             | 1.803 (54,3%) | 1.727 (52,4%) |
| Афроамериканци    | 1.457 (43,9%) | 1.479 (44,9%) |
| Азијати           | 0 (0,0%)      | 3 (0,1%)      |
| Хиспаноамериканци | 33 (1,0%)     | 39 (1,2%)     |
| Укупно            | 3.321         | 3.297         |